# Jennings J-22
Die Jennings J-22 ist eine kompakte halbautomatische Pistole, die in den Vereinigten Staaten entwickelt und hergestellt wurde. Sie gehört zur Kategorie der sogenannten „Saturday Night Specials“, also preisgünstiger, kleinformatiger Handfeuerwaffen, die für den zivilen Selbstschutzmarkt konzipiert sind.

## Technische Daten
- Material: Häufig aus Zamak (Zink-Aluminium-Druckguss) gefertigt
- Sicherung: Manuelle Sicherung, meist seitlich angebracht
- Visierung: Feste Kimme und Korn

## Geschichte
Die Jennings J-22 wurde ab den späten 1970er Jahren von der Jennings Firearms hergestellt, einem Unternehmen mit Sitz in Kalifornien, das Teil der sogenannten Ring of Fire-Hersteller war – eine Gruppe von Waffenherstellern, die preiswerte Handfeuerwaffen produzierten. Jennings Firearms wurde später in Bryco Arms umbenannt, nachdem es zu rechtlichen und finanziellen Problemen kam. Später ging das Unternehmen in Jimenez Arms über, das weiterhin ähnliche Modelle produzierte.
Die Waffe wurde für ihre einfache Konstruktion und niedrigen Herstellungskosten bekannt, geriet jedoch auch wegen ihrer Zuverlässigkeit und Sicherheitseigenschaften in die Kritik. Besonders die Verwendung von Zinkdruckguss anstelle von Stahl führte zu Diskussionen über Haltbarkeit und Qualität.

## Kontroverse und rechtliche Fragen
Die Jennings J-22 war mehrfach Gegenstand juristischer Auseinandersetzungen in den USA, insbesondere wegen angeblicher Fabrikationsmängel und Unfälle. Sie steht exemplarisch für die Debatte um „Billigwaffen“ und deren Rolle in der urbanen Gewaltkriminalität in den Vereinigten Staaten.

## Nachfolger und Varianten
Neben der J-22 existierte eine nahezu identische Variante im Kaliber .25 ACP, bekannt als Jennings J-25. Spätere Versionen und Nachfolgemodelle wurden unter anderen Markennamen (etwa Bryco oder Jimenez) mit geringfügigen Änderungen weiterproduziert.